# The Rim of the Desert
The Rim of the Desert è un cortometraggio muto del 1915. Il nome del regista non viene riportato nei credit.

## Produzione
Il film fu prodotto dalla Balboa Amusement Producing Company. Venne girato a Long Beach, cittadina californiana dove la casa di produzione aveva la sua sede.

## Distribuzione
Distribuito dalla Pathé Exchange, il film - un cortometraggio di una bobina - uscì nelle sale cinematografiche statunitensi il 28 giugno 1915.